# Äktenskapsbyrån
Äktenskapsbyrån är en svensk kort dramafilm från 1913 i regi av Victor Sjöström. Filmen visades som en fyllnadsbild till Stillers film Vampyren. 

## Om filmen
Filmen premiärvisades 27 januari 1913 på Kocks Biograf i Malmö. Filmen spelades in vid Biografteaterns ateljé på Lidingö med exteriörer inspelade på en båt vid vattnen utanför Lidingö av Julius Jaenzon. 

## Rollista (i urval)
- Victor Lundberg – Petterkvist, notarie
- Helfrid Lambert – Hans hustru